# 愛沙尼亞政治
愛沙尼亞是一個議會制民主共和國。愛沙尼亞總理是愛沙尼亞的政府首腦。愛沙尼亞是一個多黨制國家，立法權由愛沙尼亞國會享有，行政權由愛沙尼亞總理領導的愛沙尼亞政府享有。司法機關獨立於行政機關和立法機關。愛沙尼亞是聯合國、歐盟和北約成員國。愛沙尼亞在一戰之後取得獨立，但在二戰時被蘇聯佔領，此後一度是蘇聯加盟共和國。1991年，愛沙尼亞從蘇聯取得獨立。